# Technischer Assistent
Technischer Assistent ist in Deutschland Teil von Berufsbezeichnungen. Der Beruf des staatlich geprüften Technischen Assistenten kann als Ausbildungsberuf an entsprechenden Berufsfachschulen oder als klassische betriebliche Ausbildung im dualen System erlernt werden. Technische Assistenten arbeiten in Apotheken (PTA), medizinischen (MTA), chemischen (CTA, ATA), physikalischen (PhyTA), biologischen (BTA, ATA) und fototechnischen (FTA/META) Laboren, in der Lebensmittelindustrie (CTA, ATA) und allgemein in der Forschung und Entwicklung von neuen Verfahrenstechniken.
Die schulische Ausbildung dauert zwei oder drei Jahre. Schulische Assistentenausbildungen können mit dem Erwerb der Fachhochschulreife (Fachabitur) gekoppelt werden und dauern dann drei Jahre. Eine Kopplung mit der allgemeinen Hochschulreife ist ebenfalls möglich. Die Ausbildungsdauer verlängert sich in den meisten Bundesländern dann auf vier Jahre. Sie bilden Kenntnisse für ein Studium.
Die Ausbildungen zu medizinisch-technischen und pharmazeutisch-technischen Assistent sind per Bundesrecht, alle anderen landesrechtlich geregelt. Auch bei den beiden bundeseinheitlichen Berufsbildern wurden teilweise Ergänzungen durch Landesrecht vorgenommen.
Technische Assistenten werden für die verschiedensten wissenschaftlichen Bereiche ausgebildet:
- Agrartechnischer Assistent (ATA)
- Anästhesietechnischer Assistent
- Assistent für Medientechnik
- Bautechnischer Assistent (BTA)
- Bekleidungstechnischer Assistent
- Biologisch-Technischer Assistent (BTA)
- Biotechnologischer Assistent (BioTA)
- Biologisch-Chemisch-Technischer Assistent (BCTA)
- Chemisch-Technischer Assistent (CTA)
- Chirurgisch-Technischer Assistent (CTA)
- Denkmaltechnischer Assistent
- Elektrotechnischer Assistent (ETA)
- Foto- und medientechnischer Assistent (FTA/FOTA/META)
- Gestaltungs-Technischer Assistent (GTA)
- Gestaltungs- und medientechnischer Assistent (GMTA)
- Informationstechnischer Assistent (ITA)
- Informations- und Kommunikationstechnischer Assistent (IKA)
- Konstruktions- und Fertigungstechnischer Assistent
- Landwirtschaftlich-technischer Assistent (LTA)
- Lebensmitteltechnischer Assistent (LTA)
- Mathematisch-Technischer Assistent (MATA)
- Medizinisch-Technischer Laboratoriumsassistent (MTLA)
- Medizinisch-technischer Radiologieassistent (MTRA)
- Medizinisch-Technischer Assistent (MTA)
- Operationstechnischer Assistent (OTA)
- Pharmazeutisch-technischer Assistent (PTA)
- Physikalisch-technischer Assistent (PhyTA)
- Präparationstechnischer Assistent
- Technischer Assistent für Agrar- und Umweltanalytik (ehemals LTA)
- Technischer Assistent für Geovisualisierung
- Technischer Assistent für Informatik (TAI)
- Technischer Assistent für Metallografie und Physikalische Werkstoffanalyse
- Technischer Assistent für Metallografie und Werkstoffkunde
- Technischer Assistent für naturkundliche Museen und Forschungsinstitute
- Technischer Assistent für regenerative Energietechnik und Energiemanagement
- Textiltechnischer Assistent
- Umweltschutztechnischer Assistent (UTA)
- Veterinärmedizinisch-Technischer Assistent (VMTA oder VTA)

ehemalige Assistenzberufe:
- Datentechnischer Assistent (DTA)h